# LaPorte (Indiana)
LaPorte ist eine City im LaPorte County im Nordwesten des Bundesstaates Indiana. Es ist Verwaltungssitz der County-Verwaltung (County Seat) des gleichnamigen Countys.

## Lage
LaPorte liegt in Luftlinie etwa 81 km (50 Meilen) südöstlich von Chicago. Die Entfernung über Straßen beträgt 109 km (68 Meilen). Mit dem 21 km (11 Meilen) nordöstlich gelegenen Michigan City bildet LaPorte die Michigan City-La Porte Metro Area.

## Bevölkerung
Nach Schätzungen hatte LaPorte 2017 21.610 Einwohner. Etwa 88 % waren weiß.

## Geschichte
LaPorte war ursprünglich Gebiet der Pottawatomie-Indianer. Im 17. Jahrhundert kamen französische Pelzhändler aus Richtung des nahen Michigansees. Da an der Stelle der heutigen Stadt sich das Waldland zur Prärie öffnete, nannten die Franzosen die Stelle nach dem französischen Wort für Tür oder Eingang (Porte).
Die Siedlung LaPorte begann im Sommer 1832 mit der Errichtung eines Sägewerks.
1835 wurde LaPorte zur selbständigen Ortschaft erhoben (incorporated).
1852 hatte der Ort 5000 Einwohner und wurde zur Stadt erhoben.
Zu diesem Zeitpunkt verfügte LaPorte bereits über die erste Ausbildungseinrichtung für Mediziner im Mittleren Westen. Von der LaPorte Medical School graduierte unter anderem William James Mayo, der Gründer der Mayo Klinik.
1908 kam LaPorte in die Nachrichten, als es als Tatort der Serienmörderin Belle Gunness bekannt wurde.
Anfang des 20. Jahrhunderts begann sich hier Industrie anzusiedeln, unter anderem der Hersteller landwirtschaftlicher Maschinen Advance-Rumely. Advance-Rumely produzierte bis 1980 in der Stadt und war der größte Arbeitgeber vor Ort.

## Söhne und Töchter LaPortes
- Abram Andrew (1873–1936), US-amerikanischer Politiker
- Karl Paul Link (1901–1978), Biochemiker
- Harold Handley (1909–1972), US-amerikanischer Politiker
- Douglass Parker (1927–2011), Altphilologe und Übersetzer
- Patrick Neary (* 1963), Ordensgeistlicher, römisch-katholischer Bischof von Saint Cloud
- Scott Skiles (* 1964), Basketballer
- Daniel Edwards (* 1965), Bildhauer
- Ashley Hinshaw (* 1988), Model und Schauspielerin